# 讷伊桥站
讷伊桥站（法語：Pont de Neuilly）是巴黎地铁1号线的一个车站，位于塞纳河畔讷伊，于1937年启用。站名来自邻近的讷伊桥。

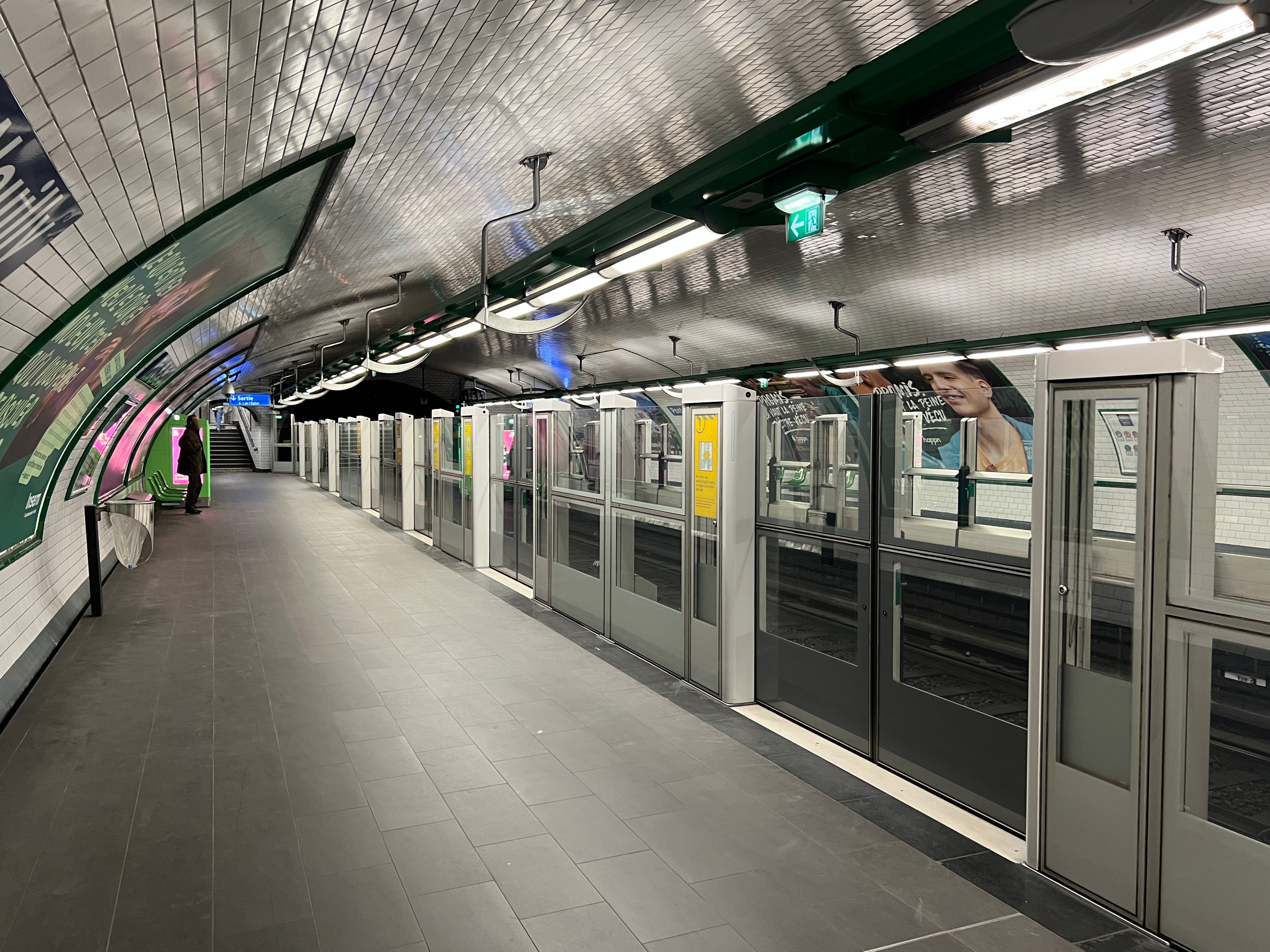
月台 (2022年7月)

## 車站結構
| 街道    |                                  |                                  |
| B1      | 月台連結夾層                     |                                  |
| B2 月台 | 設有月台幕門的側式月台，右側開門 | 設有月台幕門的側式月台，右側開門 |
| B2 月台 | 西行                             | 往拉德芳斯（拉德芳斯廣場）       |
| B2 月台 | 東行                             | 往文森城堡（薩布隆）             |
| B2 月台 | 設有月台幕門的側式月台，右側開門 |                                  |